# باعقيلة (تمصلوحت)
باعقيلة هو دُوَّار يقع بجماعة تمصلوحت، إقليم الحوز، جهة مراكش آسفي في المملكة المغربية. ينتمي الدوّار لمشيخة تمصلوحت التي تضم 16 دوار. يقدر عدد سكانه بـ 74 نسمة حسب الإحصاء الرسمي للسكان والسكنى لسنة 2004.

## روابط خارجية
- البوابة الوطنية للجماعات الترابية
- المندوبية السامية للتخطيط